# إدغار ويزلي
إدغار ويزلي (بالإنجليزية: Edgar Wesley)‏ هو لاعب كرة قاعدة أمريكي، ولد في 2 مايو 1891 في واكو في الولايات المتحدة، وتوفي في 1 يوليو 1966 في ديترويت في الولايات المتحدة.